# Frederikssundmotorvejen
Autostrada Frederikssundmotorvejen – krótka autostrada znajdująca się w pobliżu Kopenhagi. Docelowo ma połączyć stolicę kraju z Frederiskssund, obecnie istnieje na odcinku między obwodnicą Motorring 3, a miejscowością Tværvej. Oznakowana jest na całej długości jako droga krajowa nr 17, choć administracyjnie posiada numer M12.

## Historia otwarcia
Autostradę otwierano etapami:
| Odcinek                           | Długość | Data otwarcia |
| --------------------------------- | ------- | ------------- |
| Nordre Ringvej (O3) – Ballerup    | 3 km    | 15.06.1978    |
| Motorring 3 – Nordre Ringvej (O3) | 2 km    | 18.12.2011    |
| Ballerup – Tværvej                | 5 km    | 13.07.2015    |